# Avinguda de la Riera de Cassoles
L'Avinguda de la Riera de Cassoles, coneguda com a Avinguda del Príncep d'Astúries entre 1939 i 2019 i Avinguda de Prat de la Riba entre el 1931 i el 1939, és un carrer de la ciutat de Barcelona que va des de la via Augusta amb plaça de Gal·la Placídia fins a la plaça de Lesseps. El carrer coincideix amb el recorregut de l'antiga riera de Cassoles, que constituïa el límit termener entre els municipis de Gràcia, i Sant Gervasi de Cassoles. Actualment separa els districtes barcelonins homònims.

## Història etimològica

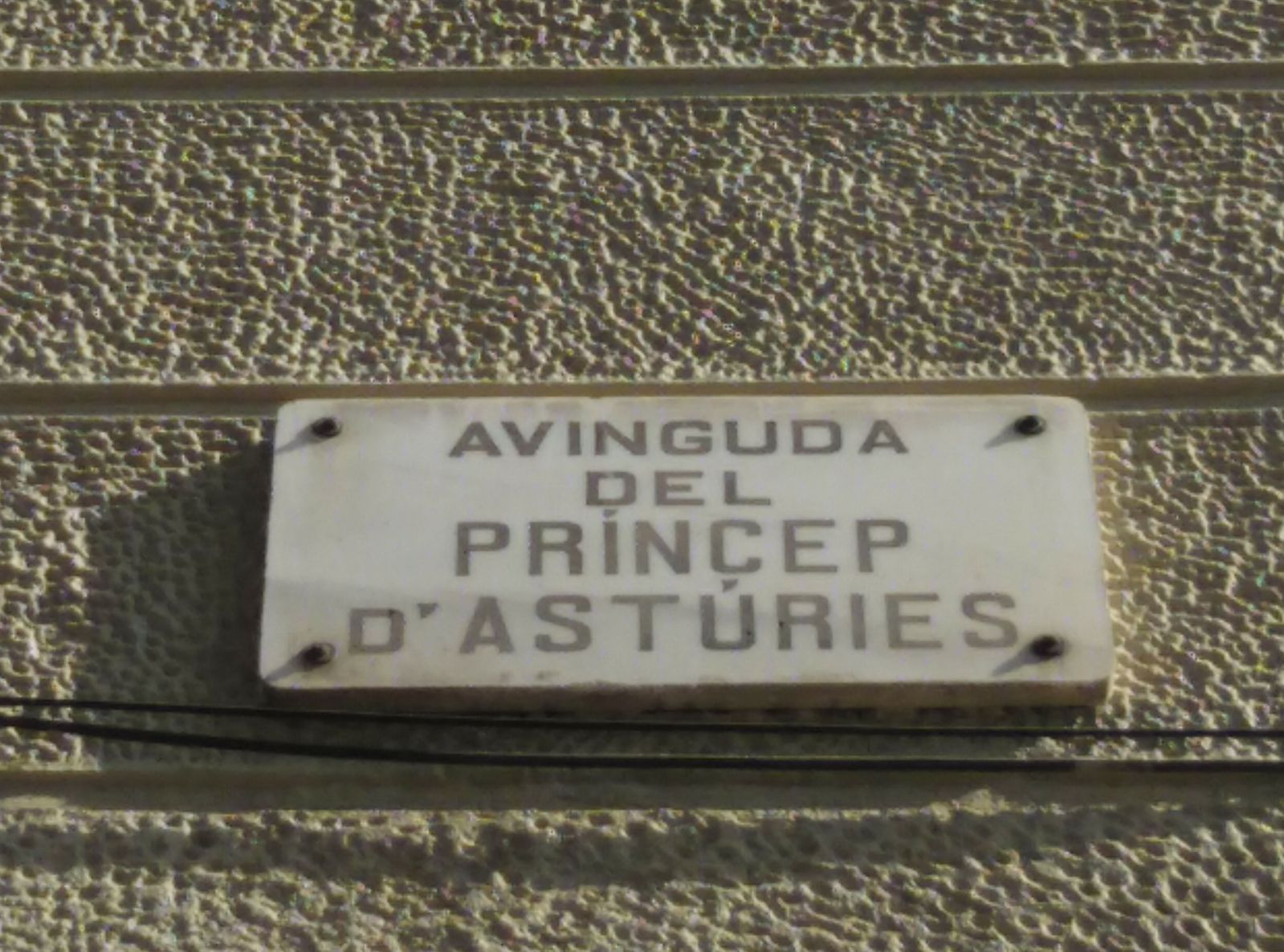
Antic cartell de l'Avinguda del Príncep d'Astúries a l'alçada amb la Plaça de Gal·la Placídia.

Antigament l'avinguda fou la riera de Cassoles. Més tard, entre 1931 i 1939 s'anomenà avinguda d'Enric Prat de la Riba, anteriorment ja s'anomenava en castellà "avenida del Príncipe de Asturias" i, amb la normalització passà al català avinguda del Príncep d'Astúries. L'any 2016 diversos veïns de Sant Gervasi i Gràcia constituïren una plataforma per reivindicar el canvi de nom de l'avinguda del Príncep d'Astúries pel de Riera de Cassoles, amb el suport de l'Associació de Veïns del Farró i dels partits BComú, CiU, ERC i CUP, que el setembre de 2015 aprovaren una moció a l'Ajuntament de Barcelona que instava a revisar i canviar 12 noms de carrers de la ciutat referits a simbologia monàrquica. El juliol de 2018, els plens dels districtes afectats, Gràcia i Sarrià-Sant Gervasi, van aprovar la proposta de canvi de nom, que a continuació es traslladà a la ponència de nomenclàtor de l'Ajuntament de Barcelona.

## Font de Santa Rita
A la cantonada amb el carrer de les Carolines hi havia hagut una font d'aigua carbonatada anomenada font de Santa Rita per les seves propietats curatives. Quan va formar part del jardí de la casa Vicens de Gaudí, se li va construir una capella, que es va enderrocar el 1963 per a construir-hi un edifici d'habitatges.